# ゲルハルト・シュマッツ
ゲルハルト・シュマッツ（Gerhard Schmatz、1929年6月5日 - 2005年3月28日）は、レーゲンスブルクに生まれ、ウルムに没した登山家、公証人。

## 経歴
1949年にアビトゥーア（大学進学資格）を得たシュマッツは、エアランゲン大学で法学を学んだ。その後2回の資格試験を経て、バイエルン州の公証人となった。1962年から1994年にかけて、パートナーとともにノイウルムで公証人事務所を運営した。年金受給者となった1994年から2004年にかけて、ウルム地区のバイエルン自由投票者の地域活動に参加した。ケーゼン長老会議連盟ババリア・エアランゲン軍団、ボルシア・ベルリン軍団の一員であった。
シュマッツは、北アメリカ出身の3人に続き、最初のヨーロッパ人として七大陸最高峰への登頂を果たし、さらに世界で初めて、七大陸に次ぐ七大島の最高峰への登頂（7+7 Summits）も果たした。シュマッツは、登山家であっただけでなく、北極点行やホーン岬周回のスキー行にも取り組んだ。
1979年、遠征隊の隊長としてエベレスト登頂を果たした。50歳という彼の年齢は当時の最高齢登頂記録であった。彼の妻であったハンネローレ・シュマッツも、翌日、南側の鞍部から頂上へ到達し、エベレストの山頂に立った最初のドイツ人女性となった。
1979年10月2日、ハンネローレ・シュマッツは、下山の途中で、標高8,300m付近で疲労のために落命したが、その直前には同行していたアメリカ人登山家レイ・ジェネットが、やはり疲労のために落命していた。